# Hebestatis lanthanus
Hebestatis lanthanus är en spindelart som beskrevs av Valerio 1988. Hebestatis lanthanus ingår i släktet Hebestatis och familjen Ctenizidae.
Artens utbredningsområde är Costa Rica. Inga underarter finns listade i Catalogue of Life.